# Total (gruppo musicale)
Total è un gruppo R'n'B femminile statunitense, scoperto da Sean Combs verso la metà degli anni novanta.

## Storia del gruppo
Il trio del New Jersey fa la prima apparizione nel singolo di debutto del rapper The Notorious B.I.G., Juicy. Dopo aver collaborato anche al secondo singolo, One More Chance, l'amministratore delegato dell'etichetta discografica Bad Boy Records Sean Combs le mette sotto contratto. Al primo singolo, che raggiunge la posizione 40 nella Billboard Hot 100, collabora The Notorious B.I.G.. L'album di debutto, intitolato Total, vince il disco di platino.
Durante la registrazione del secondo album collaborano a diversi pezzi in cima alle classifiche, tra cui Loungin'/Who Do U Love? di LL Cool J, I Can't di Foxy Brown e What You Want di Ma$e; Pamela Long collabora ancora con The Notorious B.I.G. al suo quarto singolo, Hypnotize. Il trio realizza il singolo What About Us con la collaborazione di Missy Elliott e Timbaland per la colonna sonora del film I sapori della vita.
Il secondo album, Kima, Keisha, and Pam, viene certificato disco d'oro dalla RIAA. Il primo singolo estratto, Trippin', vanta la collaborazione di Missy Elliott ed entra nelle prime dieci posizione della Billboard Hot 100; il secondo, Sitting Home, non guadagna la stessa attenzione da parte del pubblico.
Nel 1999 collaborano al singolo Discipline dei Gang Starr e l'anno successivo a (I Wonder Why) He's the Greatest Dj di Tony Touch. Collaborano anche alle colonne sonore dei film 3 Strikes e Bait - L'esca rispettivamente con Crave e Quick Rush. L'ultima apparizione ufficiale insieme risale al 2001, nel singolo Anti-Love Movement di Talib Kweli e Da Beatminerz.

## Formazione
- Keisha Spivey
- Pamela Long
- JaKima Raynor

## Discografia
- 1996 - Total
- 1998 - Kima, Keisha, and Pam